# Hannes Zehentner
Hannes Zehentner (ur. 6 lipca 1965 w Rosenheim) – niemiecki narciarz alpejski reprezentujący RFN, a później Niemcy. Zajął 13. miejsce w zjeździe na igrzyskach w Calgary w 1988 r. co jest jego najlepszym wynikiem olimpijskim. Najlepszym wynikiem Zehentnera na mistrzostwach świata było 13. miejsce w zjeździe na mistrzostwach w Saalbach. Najlepsze wyniki w Pucharze Świata osiągnął w sezonie 1990/1991, kiedy to zajął 16. miejsce w klasyfikacji generalnej, a w klasyfikacji zjazdu był siódmy.

## Sukcesy

### Puchar Świata

#### Miejsca w klasyfikacji generalnej
- 1987/1988 – 109.
- 1988/1989 – 96.
- 1989/1990 – 44.
- 1990/1991 – 16.
- 1991/1992 – 74.

#### Miejsca na podium
1. Garmisch-Partenkirchen – 5 stycznia 1991 (zjazd) – 2. miejsce